# Karolina Łozowska
Karolina Łozowska (ur. 28 maja 1999) – polska lekkoatletka specjalizująca się w biegach sprinterskich.

## Kariera
Biegi sprinterskie zaczęła trenować w szkole podstawowej. Uczennica 4 LO w Białymstoku.
W 2015 została halową wicemistrzynią Polski juniorek młodszych w biegu na 200 m z czasem 25,06 s, odpadła w eliminacjach na 200 metrów podczas olimpijskiego festiwalu młodzieży Europy, a także wywalczyła srebro Ogólnopolskiej Olimpiady Młodzieży w biegu na 400 m z czasem 55,74 s. W 2016 została halową mistrzynią Polski juniorek młodszych w biegu na 300 m z czasem 39,57 s, a także wicemistrzynią kraju seniorek w sztafecie 4 × 400 m z czasem 3:39,20. Zdobyła również dwa srebrne medale mistrzostw Europy juniorów młodszych: w biegu na 400 m oraz sztafecie szwedzkiej. W 2017 roku została młodzieżową wicemistrzynią Polski w biegu na 400 m oraz sztafecie 4 × 400 m.
Reprezentantka klubu Podlasie Białystok trenowana przez Jerzego Leszkiewicza.
Rekordy życiowe:
- 60 m (hala) – 7,68 s (Spała, 28 stycznia 2018)
- 100 m – 11,90 s (Zamość, 4 czerwca 2016)
- 200 m – 24,22 s (Tarnów, 6 czerwca 2021)
- 200 m (hala) – 24,67 s (Spała, 15 lutego 2020)
- 400 m – 52,18 s (Szczecin, 28 sierpnia 2024)
- 400 m (hala) – 54,34 s (Spała, 9 lutego 2020)

## Osiągnięcia
| Rok  | Impreza                               | Miejsce   | Konkurencja                      | Pozycja    | Wynik   |
| ---- | ------------------------------------- | --------- | -------------------------------- | ---------- | ------- |
| 2015 | Olimpijski festiwal młodzieży Europy  | Tbilisi   | bieg na 200 metrów               | eliminacje | 26,02   |
| 2016 | Mistrzostwa Europy juniorów młodszych | Tbilisi   | bieg na 400 metrów               | 2. miejsce | 54,56   |
| 2016 | Mistrzostwa Europy juniorów młodszych | Tbilisi   | sztafeta szwedzka                | 2. miejsce | 2:08,57 |
| 2016 | Mistrzostwa świata juniorów           | Bydgoszcz | sztafeta 4 × 400 metrów          | 6. miejsce | 3:36,95 |
| 2017 | Mistrzostwa Europy juniorów           | Grosseto  | bieg na 400 metrów               | 8. miejsce | 54,52   |
| 2017 | Mistrzostwa Europy juniorów           | Grosseto  | sztafeta 4 × 400 metrów          | 4. miejsce | 3:34,48 |
| 2018 | Mistrzostwa świata juniorów           | Tampere   | sztafeta 4 × 400 metrów          | eliminacje | 3:38,23 |
| 2019 | Młodzieżowe mistrzostwa Europy        | Gävle     | sztafeta 4 × 400 metrów          | 1. miejsce | 3:32,56 |
| 2021 | World Athletics Relays                | Chorzów   | sztafeta 4 x 400 metrów          | 2. miejsce | 3:28,81 |
| 2021 | Młodzieżowe mistrzostwa Europy        | Tallinn   | sztafeta 4 × 400 metrów          | 3. miejsce | 3:30,38 |
| 2023 | Uniwersjada                           | Chengdu   | bieg na 400 metrów               | 7. miejsce | 53,18   |
| 2023 | Uniwersjada                           | Chengdu   | sztafeta 4 x 400 metrów          | 1. miejsce | 3:32,81 |
| 2025 | World Athletics Relays                | Kanton    | sztafeta mieszana 4 x 100 metrów | –          | DNF     |
| 2025 | World Athletics Relays                | Kanton    | sztafeta mieszana 4 x 400 metrów | 7. miejsce | 3:16,48 |